# غرانت هالي
غرانت هالي (بالإنجليزية: Grant Haley)‏ (20 سبتمبر 1979 ببرستل في المملكة المتحدة - ) هو لاعب كرة قدم بريطاني في مركز الدفاع. لعب مع نادي بيتربورو يونايتد وReal Bedford F.C. ‏.

## وصلات خارجية
- غرانت هالي على موقع Soccerbase.com (لاعب) (الإنجليزية)